# Friedrich Gulda

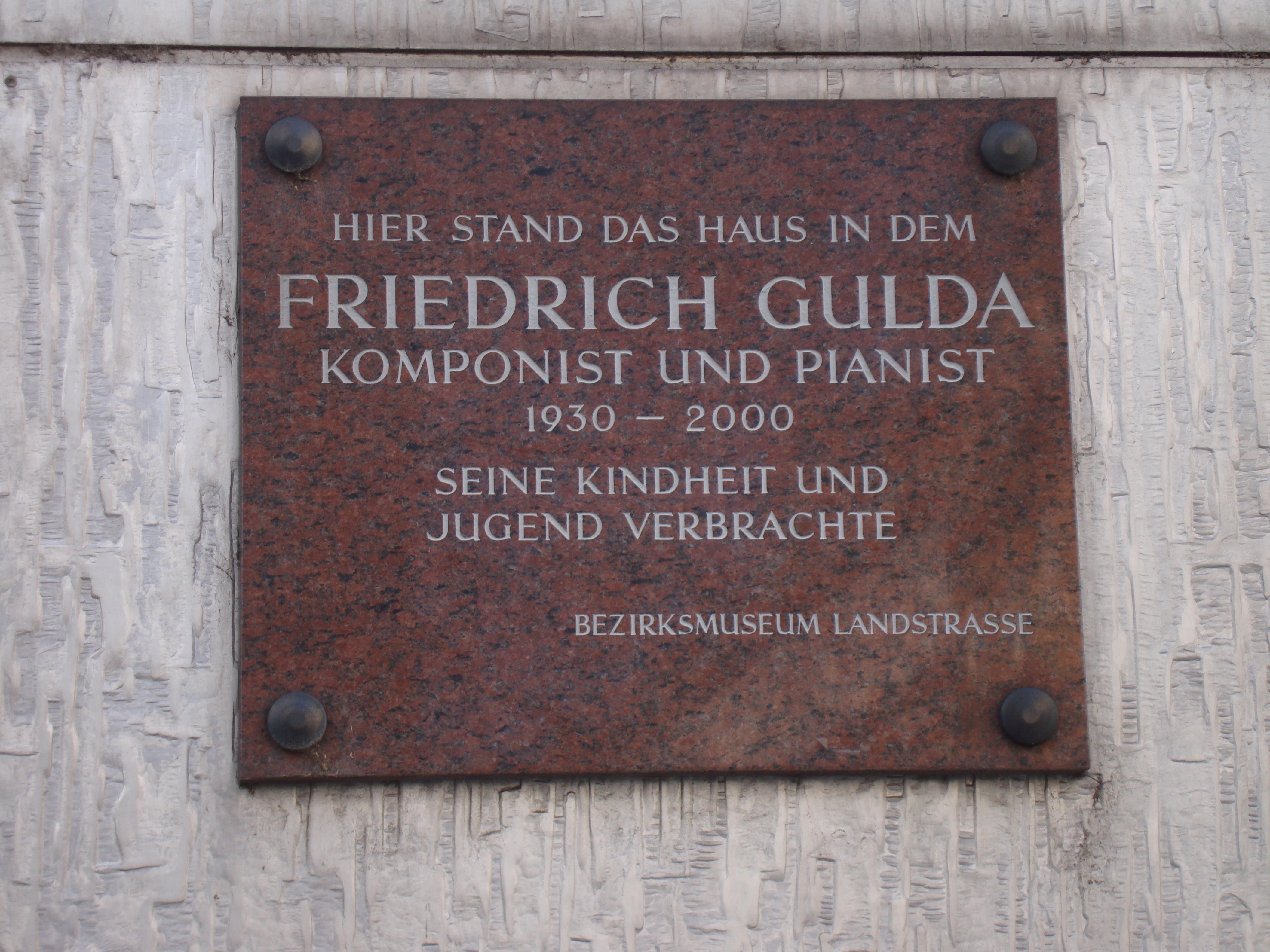
Gedenkplaat op het geboortehuis van Gulda in Wenen

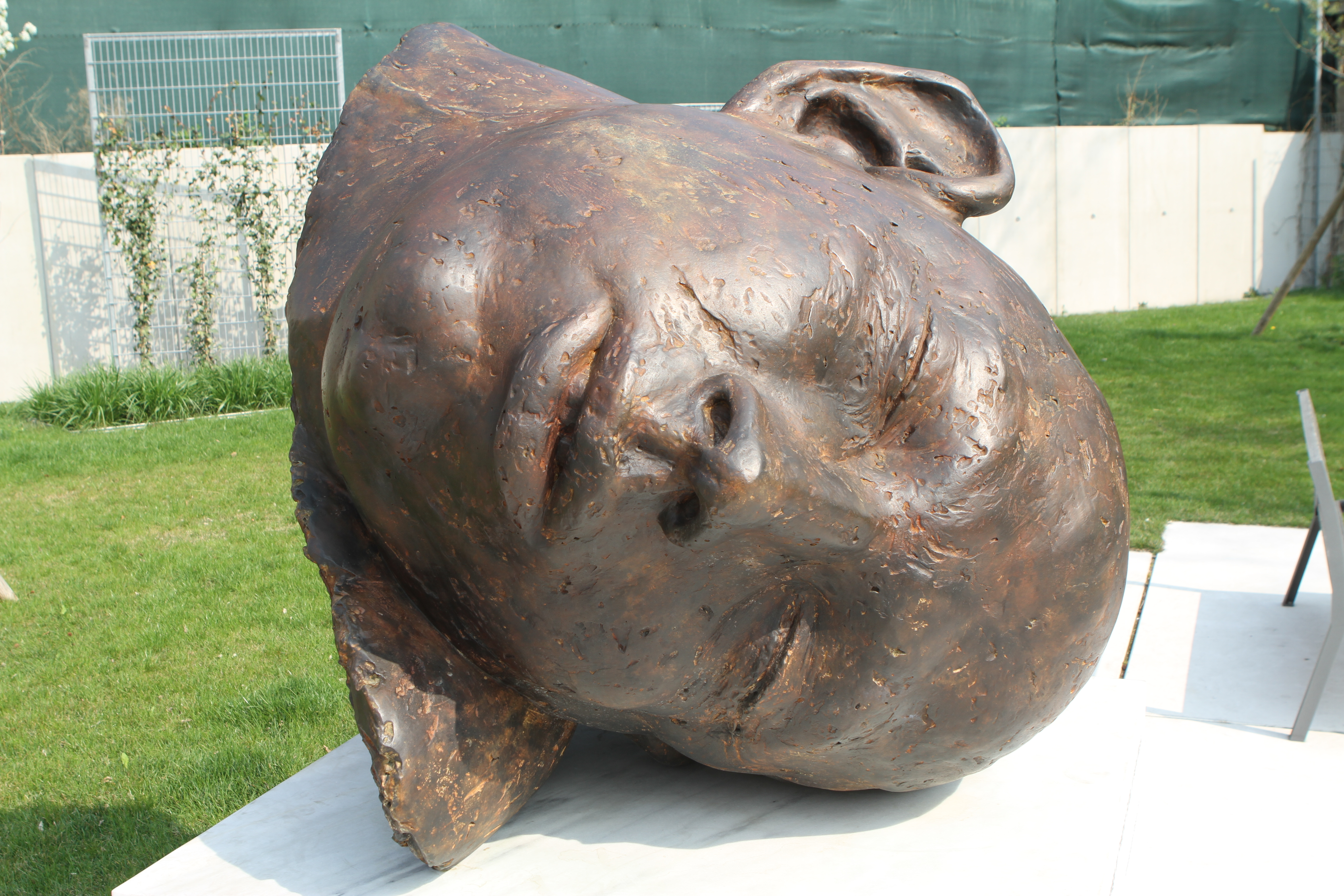
Friedrich Gulda gedenkplaats in Wenen

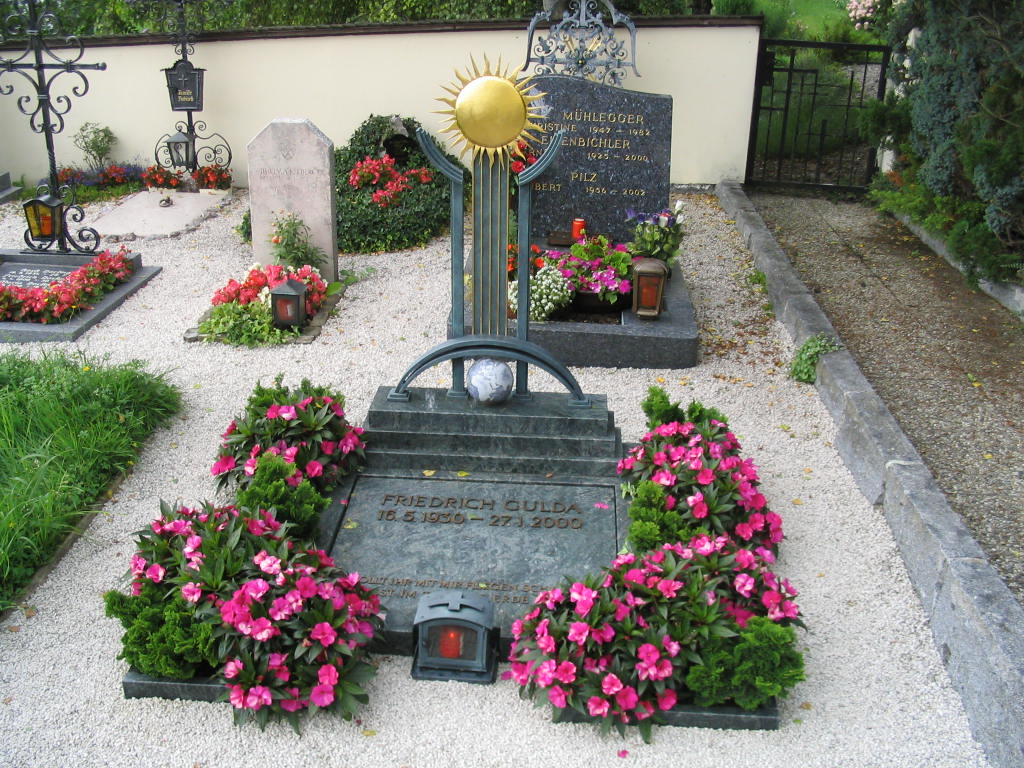
Graf van Friedrich Gulda in Steinbach am Attersee

Friedrich Gulda (Wenen, 16 mei 1930 - 27 januari 2000) was een Oostenrijks pianist en componist, actief in zowel de klassieke muziek als de jazz.
Gulda werd geboren in Wenen als zoon van een leraar. Hij leerde pianospelen van Felix Pazofsky aan het Wiener Volkskonservatorium toen hij 7 jaar was. In 1942 werd hij toegelaten tot de Universität für Musik und darstellende Kunst Wien, waar hij piano en muziektheorie studeerde bij Bruno Seidlhofer en Joseph Marx. Nadat hij 4 jaar later de eerste prijs won op het internationale concours in Genève, begon hij in 1946 aan een wereldtournee. Samen met de Oostenrijkse pianisten Jörg Demus en Paul Badura-Skoda vormde Gulda wat bekend zou worden als de "Weense troika".
Gulda stond het meest bekend om zijn interpretaties van werken van Beethoven, maar hij voerde ook veel muziek uit van J. S. Bach, Mozart, Schubert, Chopin, Schumann, Debussy en Ravel.
Vanaf de jaren 50 ontwikkelde hij interesse in jazz. Hij speelde met Weense musici als Alexander Jenner. Hij schreef liedjes en instrumentale stukken waarin hij jazz en klassieke muziek combineerde. Hij schreef een Prelude en fuga met een swingend thema. Keith Emerson voerde het uit op het album van Emerson, Lake & Palmer The Return of the Manticore. Daarnaast componeerde hij Variaties op 'Light My Fire' van The Doors. Een andere versie staat op het album As you like it uit 1970, een album met standards als Round Midnight en What is this thing called love?
In 1982 speelde Gulda met jazzpianist Chick Corea, die in de periode zat tussen het uiteenvallen van Return to Forever en de formatie van zijn Elektric Band. Uitgebracht op het album The Meeting (Philips, 1984) communiceren Gulda en Corea in lange improvisaties, waarin ze jazz (Someday my prince will come en het onbekendere lied van Miles Davis Put Your Foot Out) en klassieke muziek (Brahms' Wiegenlied) combineerden.
Door zijn onorthodoxe werkwijze kreeg Gulda de bijnaam terrorist-pianist. Gulda had een hekel aan gezaghebbende instituten als de Weense Academie. Hij weigerde de Beethovenring die hij kreeg aangeboden als erkenning van zijn prestaties, en simuleerde zelfs zijn eigen dood in 1999, waarmee hij zijn naam als enfant terrible onder de pianisten waarmaakte. Toch wordt hij beschouwd als een van de grootste pianisten van de 20e eeuw. Tot zijn leerlingen behoren Martha Argerich en de dirigent Claudio Abbado.
Hij wilde graag overlijden op de verjaardag van de componist die hij het meest bewonderde, Mozart, wat hij ook deed: op 27 januari 2000 op 69-jarige leeftijd, na hartfalen. Gulda is begraven op de begraafplaats van Steinbach am Attersee bij de Attersee. 
Gulda was tweemaal getrouwd, eerst met Paola Loew (25 oktober 1961) en vervolgens met Yuko Wakiyama (9 april 1968). Twee van zijn drie zoons, Paul en Rico Gulda (een uit elk van zijn huwelijken) zijn ook vooraanstaande pianisten.